# Liste des phares du Territoire néerlandais d'outre-mer

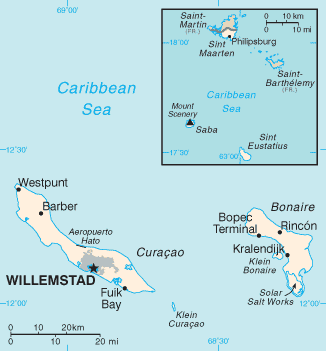
Antilles néerlandaises

Liste des phares du Territoire néerlandais d'outre-mer : Six îles des Petites Antilles, au larges des côtes vénézuéliennes, constituent depuis la Dissolution de la fédération des Antilles néerlandaises les Pays-Bas caribéens au sein du royaume des Pays-Bas.

## Aruba

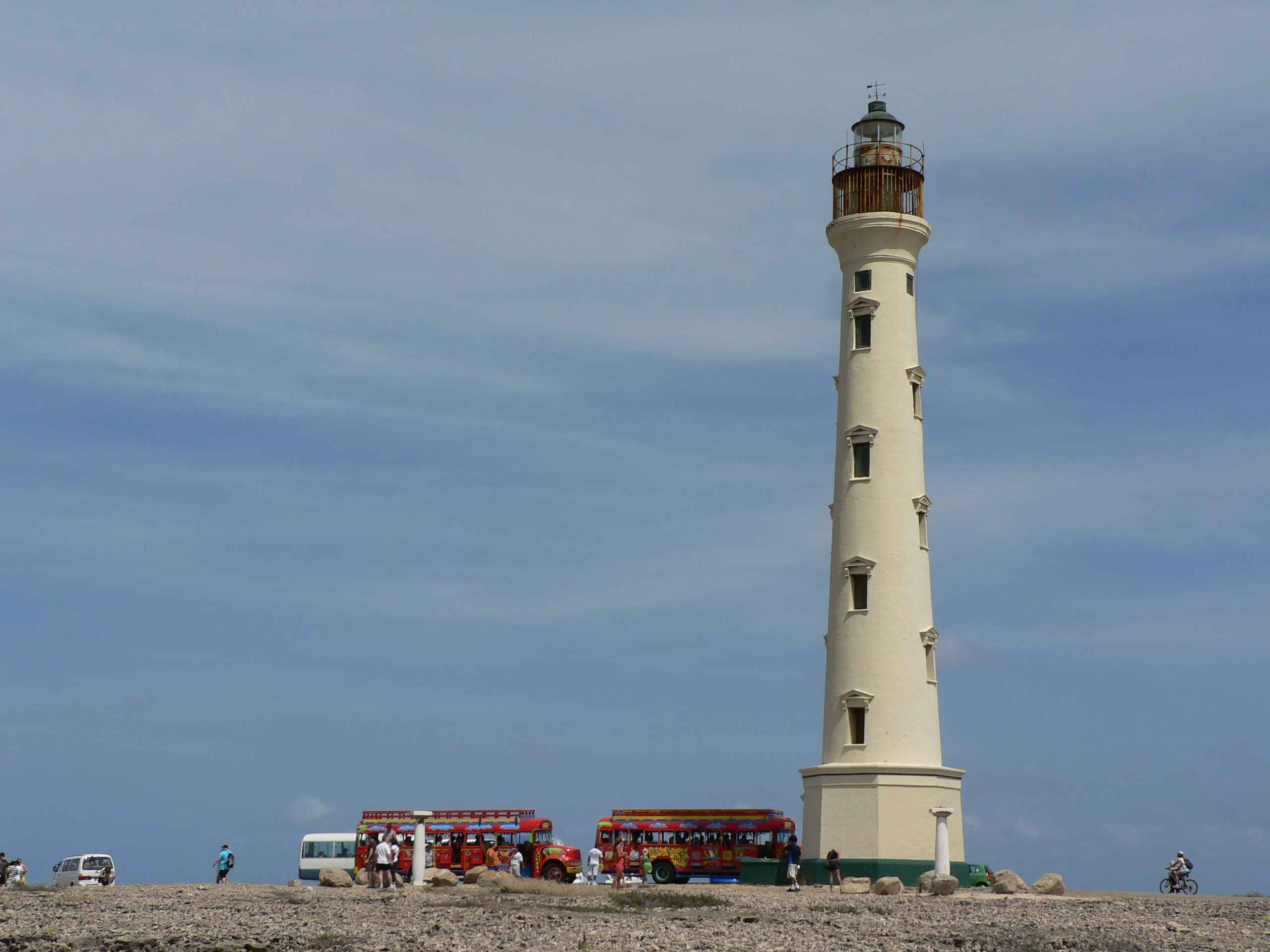
Phare California

- Phare California
- Phare de Seroe Colorado
- Phare du Fort Zoutman (Inactif)

## Bonaire

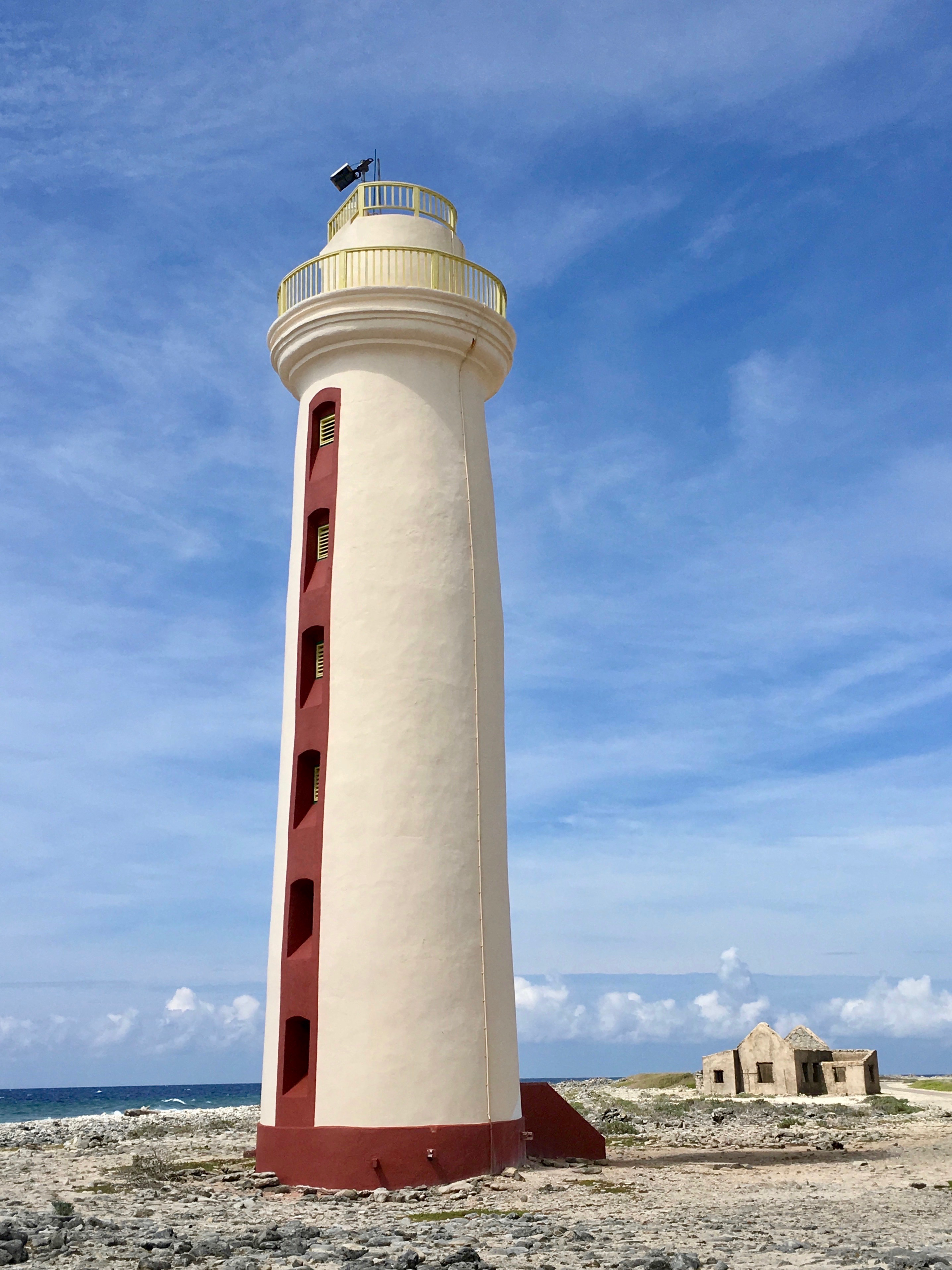
Lacre Punt

- Phare de Ceru Bentana
- Phare de Boca Spelonk
- Phare de Lacre Punt
- Phare de Kralendijk
- Phare de Malmok (Inactif)

## Curaçao

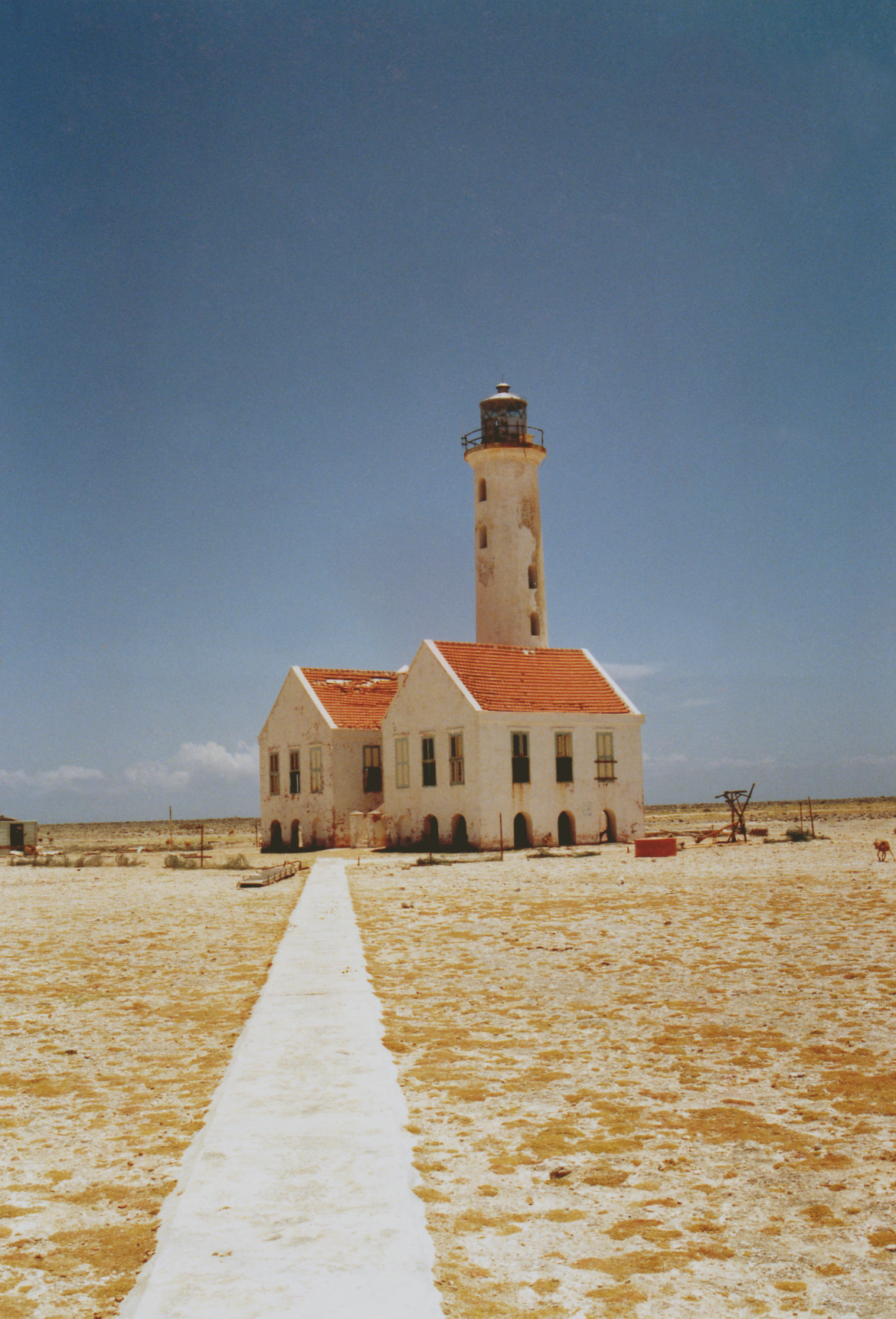
Klein Curaçao

- Phare de Kaap St Marie
- Phare de Klein Curaçao
- Phare de Noordpunt
- Phare de Punt Kanon
- Phare de Riffort

## Saba
- Phare de St. John's

## Saint-Eustache
- Phare d'Oranjestad

## Saint-Martin
- Phare de Philipsburg (Inactif)